# МР-800 Флаг
МР-800 «Флаг» (код НАТО — англ. Top Pair) — радянський та російський комплекс далекого радіолокаційного огляду, призначений для виявлення повітряних та надводних цілей. Комплекс складається з двох радіолокаційних станцій, антени яких розташовані в антенному посту тильними сторонами один до одного:
- MP-600 «Восход» (код НАТО — англ. Top Sail) — трикоординатний радар далекого огляду з механічним скануванням за азимутом та електронним скануванням за кутом місця;
- MP-500 «Кливер» (код НАТО — англ. Big Net) — двокоординатний радар далекого огляду з механічним скануванням за азимутом.

## Встановлення на кораблях
- Крейсери проєкту 1144
- Крейсери проєкту 1164
  - Ракетний крейсер «Москва»
  - Ракетний крейсер «Маршал Устинов»
  - Ракетний крейсер «Варяг»
  - Ракетний крейсер «Україна»